# Medaglia del Poglavnik Ante Pavelić per il coraggio
La medaglia del Poglavnik Ante Pavelić per il coraggio nacque come  "decorazione per atti di coraggio in battaglia".Il Poglavnik della Croazia premiava con questa medaglia gli ufficiali, i sottufficiali e i soldati delle Forze armate croate che si distinguevano per coraggio in battaglia. La medaglia poteva essere assegnata anche ai membri delle forze armate straniere che affiancavano i soldati croati in battaglia. La medaglia per il coraggio aveva quattro gradi:
medaglia d'oro per il coraggio
Veniva indossata su una fascia. I detentori della medaglia d'oro per il coraggio ricevevano il titolo di "cavaliere" ("vitez"). La medaglia d'oro per il coraggio fu assegnata a solo sette persone (5 delle quali cadute nel corso dei combattimenti). Inoltre, due medaglie d'oro per il coraggio furono assegnate alle bandiere di due unità croate.
grande medaglia d'argento per il coraggio
Veniva indossata su un nastro triangolare tenuto sul petto a sinistra.
I cittadini croati, che sono stati premiati con la grande medaglia al coraggio d'argento o d'oro godettero di una pensione mensile.
C'era anche la piccola medaglia d'argento e la medaglia di bronzo del Poglavnik Ante Pavelić per il coraggio. Di queste ultime ne furono assegnate una gran quantità.
Creatore del disegno di questa medaglia fu il famoso scultore croato Ivo Kerdić.

## Detentori

### Medaglia d'oro per il coraggio
Nove medaglie sono state assegnate:
- Artiglieria Lance, sergente Marijan Banovac
- Ustaša, capitano Mijo Babić
- Ustaša, colonnello Jure Francetić
- Fanteria, Maggiore Juraj Bobinac
- Ustaša, Maggiore Krunoslav Devčić
- Aeronautica, tenente Cvitan Galić
- Generale Eduard Bona-Bunić
- Battaglione Kladanj
- 369º reggimento di fanteria croato di rinforzo

## Fonti
- Hrvatska odlikovanja (Mr. SC. Stjepan Adanić, generale bojnik Krešimir Kašpar, Prof. ssa Boris Prister, Prof. ssa Ivan Ružić)

## Altro
Onorificenze dello Stato libero di Croazia